# Сан-Висенте-де-Перейра-Жузан
Сан-Висенте-де-Перейра-Жузан (порт. São Vicente de Pereira Jusã)  —  район (фрегезия) в Португалии,  входит в округ Авейру. Является составной частью муниципалитета  Овар. Находится в составе крупной городской агломерации Большое Авейру. По старому административному делению входил в провинцию Бейра-Литорал. Входит в экономико-статистический  субрегион Байшу-Воуга, который входит в Центральный регион. Население составляет 2400 человек. Занимает площадь 9,47 км².
Покровителем района считается Сан-Висенте (порт. São Vicente). 